# ききょう号

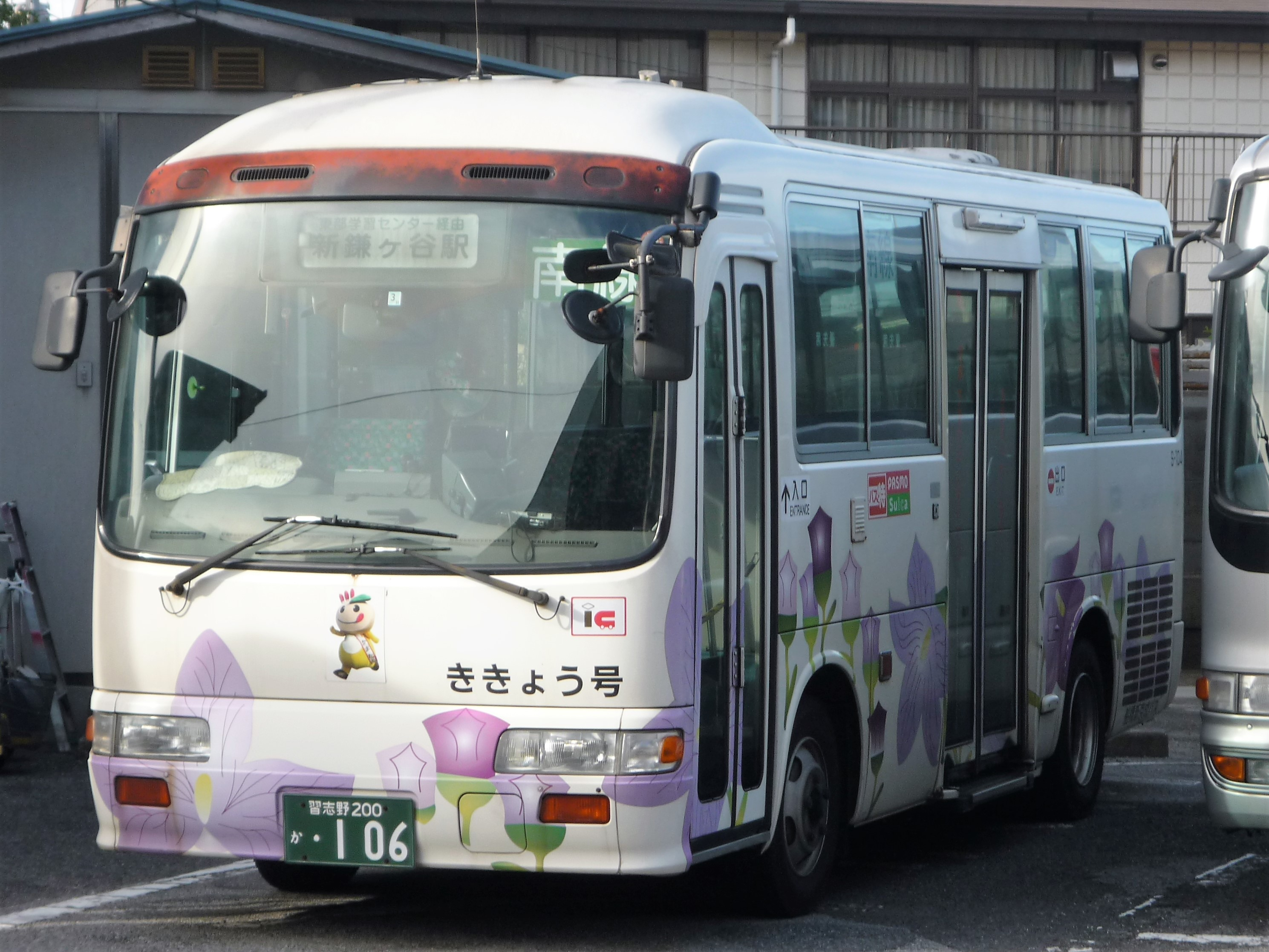
京成バス千葉ウエスト鎌ヶ谷営業所が運行する南線（鎌ヶ谷営業所）

鎌ヶ谷観光バスが運行する西線

ききょう号は、千葉県鎌ケ谷市が運行するコミュニティバス。
京成バス千葉セントラル印西営業所、京成バス千葉ウエスト鎌ヶ谷営業所、鎌ヶ谷観光バスへ運行を委託している。

## 概要
新鎌ヶ谷駅および鎌ケ谷市役所を中心に、東線・東線2、西線・西線2、南線の全5路線を運行している。年末年始の12月29日から1月3日までは運休となる。
名称は、市の花であるキキョウに由来する。

### 運行受託事業者
- 京成バス千葉セントラル印西営業所 - 東線・東線2[1]
  - 旧：ちばレインボーバス[4][5][6]
- 京成バス千葉ウエスト鎌ヶ谷営業所 - 南線[1]
  - 旧：船橋新京成バス鎌ヶ谷営業所[4][7][8]
- 鎌ヶ谷観光バス - 西線・西線2[1]

## 沿革
- 2001年（平成13年）4月1日 - 4路線で運行開始。
  - 運行開始に伴い、専用車両としてききょう柄の日野・リエッセが用意される[5][6][7][8]
- 2007年（平成19年）4月1日 - 西線を鎌ヶ谷観光バスへ受託開始[9]。
- 2016年（平成28年）11月1日 - 以下の内容で再編を実施。
  - 西線を「西線」と「西線2」に分割。
  - 土曜日・日曜日の運行を開始。
  - 東線・東線2、南線で交通系ICカードに対応。
  - 小児運賃・障害者運賃を適用開始。
- 2025年（令和7年）4月1日、京成グループのバス事業再編により、受託事業者がちばレインボーバスから京成バス千葉セントラル印西営業所、船橋新京成バス鎌ヶ谷営業所から京成バス千葉ウエスト鎌ヶ谷営業所へ、それぞれ変更される（社名変更であり受託営業所の実態は変わらない）[10][11][12]。

## 運賃・乗車券類
- 運賃は均一運賃制で、大人（中学生以上）100円、小人（小学生）50円[1][2]。
- 各種障害者手帳所持者は提示により、運賃が50円となる[1][2]。
- 交通系ICカードは、京成バス千葉セントラル印西営業所が受託する東線・東線、京成バス千葉ウエスト鎌ヶ谷営業所が受託する南線では利用できる[1][2]。鎌ヶ谷観光バスが受託する西線・西線2では利用できない[1][2]。
- 乗継制度があり、鎌ケ谷市役所・新鎌ケ谷駅・鎌ケ谷総合病院[13]・鎌ケ谷駅・北初富駅の各停留所では、乗務員に申告して乗継券の発行を受け、他路線に追加運賃なしで乗り継げる[14]。2回以上乗り継ぐ場合も同様に乗継券の発行を受ければ再度乗り継ぎできる[14]。ただし同じ路線に乗り継ぐことはできない[14]。

## 現行路線
市内で「鎌ヶ谷」が付く駅名の表記はすべて「鎌ヶ谷」であるが、ききょう号のバス停留所名はすべて地名に合わせ、駅名も大文字で「鎌ケ谷」駅と表記する。また東武野田線鎌ヶ谷駅の停留所名は「東武鎌ケ谷駅」である。
現行路線の詳細については、鎌ケ谷市公式サイト「コミュニティバス「ききょう号」」を参照。

### 東線・東線2
東線・東線2は、鎌ケ谷市役所と市内の公共施設を結ぶ路線。東線は市役所 - 社会福祉センター - さわやかプラザ軽井沢、東線2はと市役所 - 北部公民館 - 粟野コミュニティセンターを結ぶ。
東線・東線2は「東線上り→東線2→東線下り」と一体的に運行されており、乗継停留所の新鎌ケ谷駅・鎌ケ谷総合病院・鎌ケ谷市役所で、両系統を乗り継ぐことができる。
「さわやかプラザ軽井沢」とは、柏市・白井市・鎌ケ谷市の3市が組織する一部事務組合「柏・白井・鎌ケ谷環境衛生組合」が運営する施設で、清掃工場の余熱を利用した温水プールや公衆浴場にトレーニングルームを併設した施設である。3市の市境に近い市北東部の軽井沢に位置し、新鎌ケ谷駅および西白井駅から徒歩約40 - 50分と鉄道駅から遠いため、新鎌ケ谷駅から「ききょう号」東線、西白井駅からは白井市コミュニティバス「ナッシー号」西線が乗り入れる。
- 東線：さわやかプラザ軽井沢 - 市民体育館 - 社会福祉センター - 南初富交差点 - 五本松小学校 - 鎌ケ谷警察署 - 新鎌ケ谷駅 - 鎌ケ谷総合病院 - 鎌ケ谷市役所（上り、逆方向が下り）
- 東線2：鎌ケ谷市役所 - 鎌ケ谷総合病院 - 新鎌ケ谷駅 - 鎌ケ谷消防署 - 北部公民館 - 北部小学校 - 粟野コミュニティセンター - 鎌ケ谷消防署 - 新鎌ケ谷駅 - 鎌ケ谷総合病院 - 鎌ケ谷市役所

### 南線
南線は、新鎌ケ谷駅 - 東武鎌ケ谷駅 - 東部学習センター - 鎌ケ谷大仏駅を結ぶ路線。
鎌ケ谷大仏駅発が「上り」、新鎌ケ谷駅発が「下り」で、新鎌ケ谷駅で折り返す。また乗継停留所の東武鎌ケ谷駅・鎌ケ谷総合病院・鎌ケ谷市役所・新鎌ケ谷駅では、他路線との乗り継ぎのため時間調整を行う。
- 南線：鎌ケ谷大仏駅 - 右京塚神社 - 商工会館 - 丸山三丁目 - 第二中学校 - 東部小学校 - 東部学習センター - 南鎌ケ谷 - 道野辺小学校 - 鎌ケ谷高校 - 東武鎌ケ谷駅 - 新鎌ケ谷駅 - 東武鎌ケ谷駅 - 鎌ケ谷総合病院 - 鎌ケ谷市役所 - 新鎌ケ谷駅（上り、逆方向が下り）

### 西線・西線2
西線は、鎌ケ谷市役所 - くぬぎ山コミュニティセンター - 東武鎌ケ谷駅を結ぶ。・西線2は、東武鎌ケ谷駅 - ファイターズタウン - 東武鎌ケ谷駅を結ぶ。
乗継停留所は北初富駅・東武鎌ケ谷駅で、西線・西線2の両系統を乗り継ぐことができる。北初富駅 - 東武鎌ケ谷駅間で、西線・西線2の両系統が経由する「貝柄山公園」は、初富駅・北初富駅から徒歩約10分、鎌ヶ谷駅から徒歩約15分で、市では「ききょう号を利用すると便利」と案内している。
- 西線：鎌ケ谷市役所 - 鎌ケ谷総合病院 - 新鎌ケ谷駅 - 第三中学校 - 西部小学校 - くぬぎ山駅入口 - くぬぎ山コミュニティセンター - 北初富駅 - 貝柄山公園入口 - 東武鎌ケ谷駅（下り、逆方向が上り）
- 西線2：東武鎌ケ谷駅 - 中部小学校入口 - 鎌ケ谷高校 - 南部小学校入口 - グリーンハイツ - ファイターズタウン - 第四中学校 - 北初富駅 - 貝柄山公園入口 - 東武鎌ケ谷駅

## 過去の路線

### ききょう東線・東線2
- ききょう東線：鎌ケ谷市役所 - 鎌ケ谷総合病院 - 新鎌ケ谷駅 - 南初富交差点 - 社会福祉センター - 市民体育館 - さわやかプラザ軽井沢
- ききょう東線2：鎌ケ谷市役所 → 鎌ケ谷総合病院 → 新鎌ケ谷駅 → 粟野コミュニティセンター → 北部公民館 → 新鎌ケ谷駅 →　鎌ケ谷総合病院 → 鎌ケ谷市役所

### ききょう南線
- 新鎌ケ谷駅 - 鎌ケ谷総合病院 - 鎌ケ谷市役所 - 鎌ケ谷駅 - 南鎌ケ谷 - 東部小学校入口 - 商工会館 - 鎌ケ谷大仏駅

### ききょう西線
- 鎌ケ谷駅 - グリーンハイツ - ファイターズタウン - 鎌ケ谷駅 - 北初富駅 - くぬぎ山コミュニティセンター - 新鎌ケ谷駅 - 鎌ケ谷総合病院　- 鎌ケ谷市役所

## 車両
運行開始時に各社共通デザインの専用車両として、白地にききょうの花を描いた日野・リエッセ（KK-RX4JFEA、2001年式）が用意された。中扉に車椅子用リフトを装備したステップリフトバスで、バリアフリーに対応している。
- ちばレインボーバス：R130号車（習志野200か105）[5][6]
- 船橋新京成バス：S104号車（習志野200か106）[7][8]

そのほか、運行を受託する各社が保有する小型ノンステップバスも使用され、京成バス千葉セントラル印西営業所（旧：ちばレインボーバス）では三菱ふそう・エアロミディME、京成バス千葉ウエスト鎌ヶ谷営業所（旧：船橋新京成バス）では日野・ポンチョを使用する。これらの車両は専用カラーではなく各事業者の標準塗装のため「コミュニティバス ききょう号」のマグネットを貼って運行する。
また、鎌ヶ谷観光バスでは専用車両として、車体と屋根上行灯に「ききょう号」の表記がある、白一色のトヨタ・ハイエースを用意する。